# Ronde van Frankrijk 1908
| Route van de Ronde van Frankrijk 1908 met start in Parijs. |                      |            |
| Eindklassement                                             |                      |            |
| Algemeen klassement                                        | Lucien Petit-Breton  | 36 punten  |
| Tweede                                                     | François Faber       | 68 punten  |
| Derde                                                      | Georges Passerieu    | 75 punten  |
| Vierde                                                     | Gustave Garrigou     | 91 punten  |
| Vijfde                                                     | Luigi Ganna          | 120 punten |
| Zesde                                                      | Georges Paulmier     | 125 punten |
| Zevende                                                    | Georges Fleury       | 134 punten |
| Achtste                                                    | Henri Cornet         | 142 punten |
| Negende                                                    | Marcel Godivier      | 153 punten |
| Tiende                                                     | Giovanni Rossignoli  | 160 punten |
| Rode Lantaarn                                              | Henri Anthoine (36e) | 512 punten |
| Ploegenklassement                                          | ?                    | -          |
| Tweede                                                     | ?                    | -          |
| Derde                                                      | ?                    | -          |

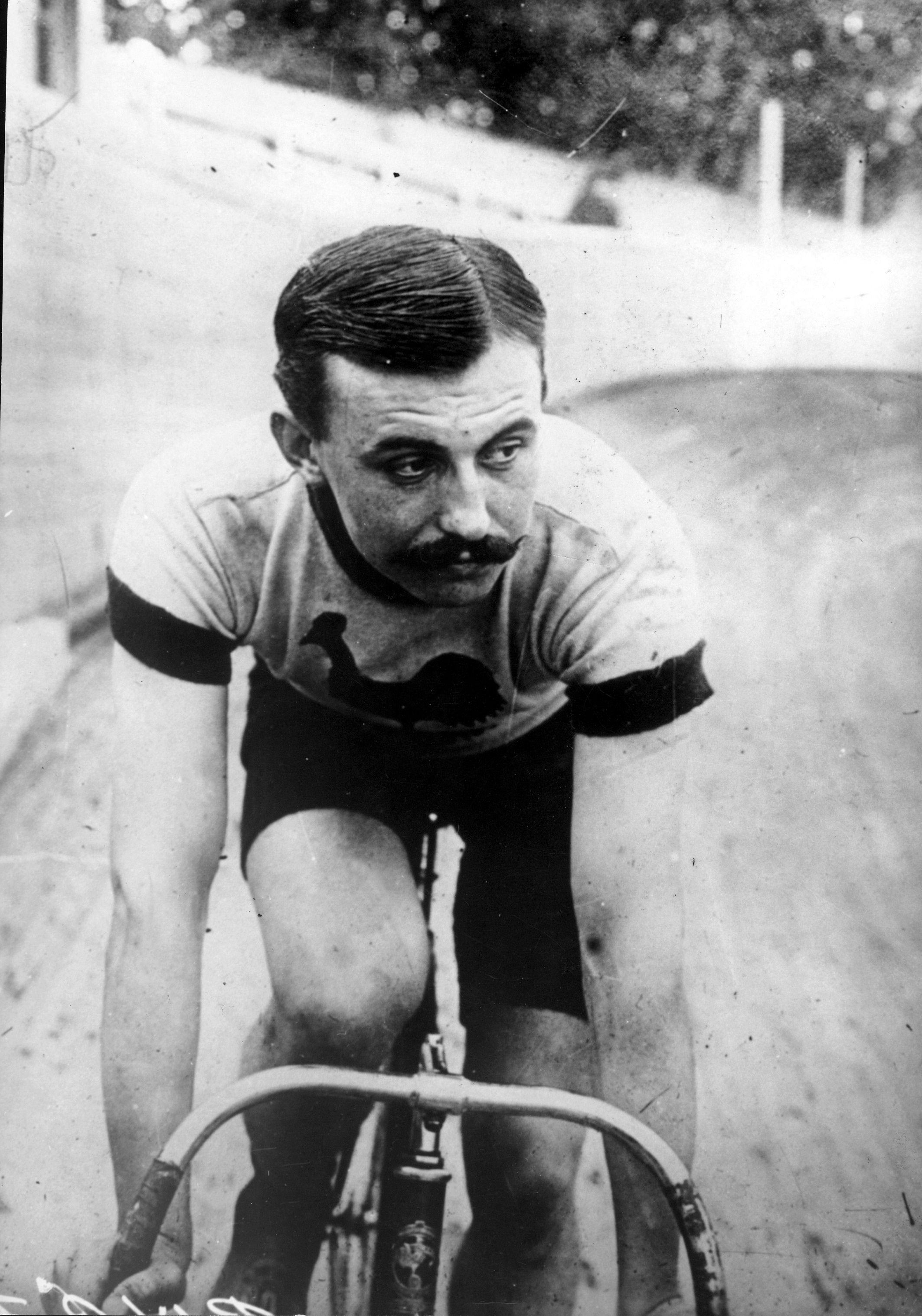
Lucien Petit-Breton, winnaar van de Tour 1908.

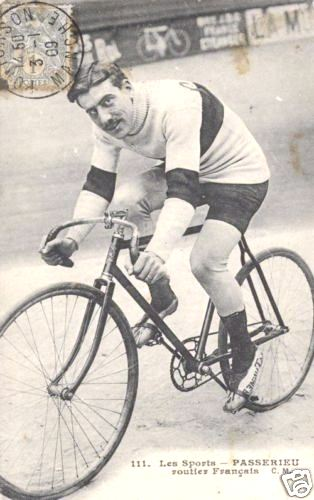
Georges Passerieu, winnaar van de eerste etappe in de Tour 1908.

De zesde editie van de Ronde van Frankrijk werd gehouden van 13 juli tot 9 augustus 1908.

## Koersverloop
De zege van Lucien Petit-Breton in 1907 werd enorm bekritiseerd. Boze tongen noemden hem zelfs een tweederangswinnaar, die zijn zege uitsluitend te danken zou hebben aan de uitsluiting van Emile Georget. Petit-Breton wilde daarom in de Tour van 1908 graag het een en ander recht zetten.
In de eerste etappe dreigde het echter al uit de hand te lopen, toen Georges Passerieu met 5 minuten voorsprong in Roubaix arriveerde. In de tweede rit zette Petit-Breton deze 'vergissing' al recht met een ritzege, die hem weer zijn zelfvertrouwen terug schonk. In de derde rit diende zich echter nog een serieuze rivaal aan, die het Petit-Breton nog uiterst lastig zou maken. De Luxemburger François Faber won twee ritten op rij en werd meteen de zwaarste concurrent voor de eindzege. In de bergetappe van Lyon naar Grenoble, met de beklimming van de Col de la Porte, deelde Georges Passerieu opnieuw een gevoelige slag uit. Hij zette Faber én Petit-Breton op een achterstand van 20 minuten. Het puntensysteem speelde op dat moment de geklopten volledig in de kaart en de strijd was daardoor nog lang niet beslist.
In de zevende etappe van Nice naar Nîmes moesten de renners dwars door de Crau-woestijn, waar het stikkend heet was. Petit-Breton voelde zich er als een vis in het water en loste al zijn tegenstanders. Ook in de negende rit van Toulouse naar Bayonne declasseerde hij zijn tegenstrevers en toen leek er voor de sprinter Petit-Breton geen vuiltje meer aan de lucht. Petit-Breton was immers geen sterk klimmer, maar de bergen had hij prima verteerd. Met enkel nog een aantal vlakke ritten voor de boeg, kon de nerveuze sprinter niet veel meer gebeuren. In de elfde rit vernederde Petit-Breton nogmaals al zijn tegenstanders. Eén voor één reed hij ze uit zijn wiel. Hij speelde met zijn tegenstrevers als een kat met een muis.
Tegen de sterke Lucien Petit-Breton viel weinig te beginnen. Toch probeerden de overgebleven concurrenten in de volgende ritten Petit-Breton af te matten. Om beurten demarreerden zij en telkens moest de leider ze terug halen. Met een brede grijns op zijn gezicht zette Lucien Petit-Breton steeds weer de zaken recht. Hij zou iedereen weleens laten zien, dat hij geen toevalswinnaar was, maar dat hij écht de sterkste renner was. Bovendien kon hij voor een stunt zorgen door voor de tweede maal de Tour de France te winnen. Die gedachte alleen al gaf Petit-Breton vleugels en in de laatste etappe sloeg hij daarom nog eens toe. De Breton, die een maand lang heel Frankrijk in grote spanning had gehouden, beleefde op weg naar het Parc des Princes een ware triomftocht. Met een fraaie ritzege in de allerlaatste rit onderstreepte Lucien Petit-Breton zijn meesterschap. Hij had alle critici de mond gesnoerd en vestigde met zijn tweede opeenvolgende Tourzege een record.
- Aantal ritten: 14
- Totale afstand: 4488 km
- Gemiddelde snelheid: 28.740 km/u
- Aantal deelnemers: 114
- Aantal uitvallers: 78

## Belgische en Nederlandse prestaties
In totaal namen er 4 Belgen en 0 Nederlanders deel aan de Tour van 1908.

### Belgische etappezeges
- In 1908 waren er geen Belgische etappezeges.

### Nederlandse etappezeges
- In 1908 waren er geen Nederlandse etappezeges.

## Etappeoverzicht
| Etappe | Start    | Aankomst | Afstand | Winnaar                  | Leider klassement                        |
| ------ | -------- | -------- | ------- | ------------------------ | ---------------------------------------- |
| 1      | Parijs   | Roubaix  | 272 km  | Georges Passerieu        | Georges Passerieu                        |
| 2      | Roubaix  | Metz     | 398 km  | Lucien Petit-Breton      | Georges Passerieu en Lucien Petit-Breton |
| 3      | Metz     | Belfort  | 259 km  | François Faber           | Lucien Petit-Breton                      |
| 4      | Belfort  | Lyon     | 309 km  | François Faber           | Lucien Petit-Breton                      |
| 5      | Lyon     | Grenoble | 311 km  | Georges Passerieu        | Lucien Petit-Breton                      |
| 6      | Grenoble | Nice     | 345 km  | Jean-Baptiste Dortignacq | Lucien Petit-Breton                      |
| 7      | Nice     | Nîmes    | 345 km  | Lucien Petit-Breton      | Lucien Petit-Breton                      |
| 8      | Nîmes    | Toulouse | 303 km  | François Faber           | Lucien Petit-Breton                      |
| 9      | Toulouse | Bayonne  | 299 km  | Lucien Petit-Breton      | Lucien Petit-Breton                      |
| 10     | Bayonne  | Bordeaux | 269 km  | Georges Paulmier         | Lucien Petit-Breton                      |
| 11     | Bordeaux | Nantes   | 391 km  | Lucien Petit-Breton      | Lucien Petit-Breton                      |
| 12     | Nantes   | Brest    | 321 km  | François Faber           | Lucien Petit-Breton                      |
| 13     | Brest    | Caen     | 415 km  | Georges Passerieu        | Lucien Petit-Breton                      |
| 14     | Caen     | Parijs   | 251 km  | Lucien Petit-Breton      | Lucien Petit-Breton                      |

## Trivia
- Marie Marvingt meldde ze zich aan om deel te nemen aan de Ronde van Frankrijk. Nadat de organisatoren weigerden om haar mee te laten doen, zou de 33-jarige vrouw uit Lotharingen hetzelfde parcours afleggen als de mannen en enkele minuten na hen vertrekken en erin slagen om de wedstrijd uit te rijden, net als 36 van de 114 mannelijke deelnemers.

 winnaars gele trui · 
 puntenklassement · 
 bergklassement · 
 jongerenklassement · 
 tussensprintklassement · 
 combinatieklassement · 
 ploegenklassement · 
 strijdlust · 
rode lantaarn
records · meeste deelnames · ranglijst etappewinnaars · bekende beklimmingen · valpartijen · dopinggevallen · Grand Départ · Souvenir Henri Desgrange
1903 · 
1904 · 
1905 · 
1906 · 
1907 · 
1908 · 
1909 · 
1910 · 
1911 · 
1912 · 
1913 · 
1914 ·
1915 ·
1916 ·
1917 ·
1918 · 
1919 · 
1920 · 
1921 · 
1922 · 
1923 · 
1924 · 
1925 · 
1926 · 
1927 · 
1928 · 
1929 · 
1930 · 
1931 · 
1932 · 
1933 · 
1934 · 
1935 · 
1936 · 
1937 · 
1938 · 
1939 · 
1940 ·
1941 ·
1942 ·
1943 ·
1944 ·
1945 ·
1946 ·
1947 · 
1948 · 
1949 · 
1950 · 
1951 · 
1952 · 
1953 · 
1954 · 
1955 · 
1956 · 
1957 · 
1958 · 
1959 · 
1960 · 
1961 · 
1962 · 
1963 · 
1964 · 
1965 · 
1966 · 
1967 · 
1968 · 
1969 · 
1970 · 
1971 · 
1972 · 
1973 · 
1974 · 
1975 · 
1976 · 
1977 · 
1978 · 
1979 · 
1980 · 
1981 · 
1982 · 
1983 · 
1984 · 
1985 · 
1986 · 
1987 · 
1988 · 
1989 · 
1990 · 
1991 · 
1992 · 
1993 · 
1994 · 
1995 · 
1996 · 
1997 · 
1998 · 
1999 · 
2000 · 
2001 · 
2002 · 
2003 · 
2004 · 
2005 · 
2006 · 
2007 · 
2008 · 
2009 · 
2010 · 
2011 · 
2012 · 
2013 · 
2014 · 
2015 · 
2016 · 
2017 · 
2018 · 
2019 ·
2020 · 
2021 · 
2022 · 
2023 · 
2024 · 
2025